# Pran
Pran, né Pran Krishan Sikand le 12 février 1920 à New Delhi et mort le 12 juillet 2013 à Mumbai à l'âge de 93 ans, est un acteur indien.
Il se marie à Shukla Ahluwahlia en 1945, avec laquelle il a deux fils, Arvind et Sunil, et une fille, Pinky. Il est originaire de la ville de Kapurthala, au Penjab.
Pran commence sa carrière en 1940 dans un film punjabi, Yamla Jat, et poursuit sa carrière à Lahore, centre de production du cinéma punjabi, pendant huit ans. En 1948 il s'installe à Bombay où Bombay Talkies lui fait tourner Ziddi, film dont l'énorme succès lance la carrière de héros romantique de Dev Anand et celle de « méchant » de Pran. C'est dans ce registre qu'il est reconnu tout au long des années 1950 et 1960 avec des films tels que Madhumati, Aah, Rajkumar, Ram aur Shyam, Jis Desh mein Ganga behti Hai ou Kashmir ki Kali. À partir de Upkaar réalisé par Manoj Kumar en 1967, il s'oriente vers des rôles plus positifs. Pran tourne Tere Mere Sapne en 1996, dernier film d'une carrière riche de plus de 350 titres.

## Filmographie sélective
Il a joué dans plus de 350 films :
- 1942 : Khandan
- 1948 : Ziddi
- 1955 : Azad
- 1956 : Devdas
- 1967 : Milan